# Stora Mjugsjön
Stora Mjugsjön är en sjö i Lindesbergs kommun i Västmanland och ingår i Norrströms huvudavrinningsområde. Sjön är 15,5 meter djup, har en yta på 0,302 kvadratkilometer och befinner sig 187,1 meter över havet.

## Delavrinningsområde
Stora Mjugsjön ingår i det delavrinningsområde (661408-146728) som SMHI kallar för Mynnar i Råsvalen. Medelhöjden är 145 meter över havet och ytan är 42,6 kvadratkilometer. Det finns ett avrinningsområde uppströms, och räknas det in blir den ackumulerade arean 64,08 kvadratkilometer. Albäcksån som avvattnar avrinningsområdet har biflödesordning 3, vilket innebär att vattnet flödar genom totalt 3 vattendrag innan det når havet efter 222 kilometer. Avrinningsområdet består mestadels av skog (74 procent) och jordbruk (10 procent). Avrinningsområdet har 1,11 kvadratkilometer vattenytor vilket ger det en sjöprocent på 2,6 procent. Bebyggelsen i området täcker en yta av 1,04 kvadratkilometer eller 2 procent av avrinningsområdet.